# علم النفس السياسي
علم النفس السياسي هو مجال أكاديمي متعدد الاختصاصات، يقوم على فهم السياسة والسياسيين والسلوك السياسي من منظور نفسي. وتعتبر العلاقة بين السياسة وعلم النفس ثنائية الاتجاه؛ فيستخدم العلماء علم النفس كمرآة لفهم السياسة، وكذلك السياسة مرآة لعلم النفس. ويعد هذا العلم مجال متعدد الاختصاصات، لأنة يأخذ مادته من مجموعة واسعة من التخصصات الأخرى، بما في ذلك: علم الإنسان، وعلم الاجتماع، والعلاقات الدولية، والاقتصاد، والفلسفة، و القانون ، ووسائل الإعلام والصحافة بالإضافة إلى التاريخ.

## أهدافه
يهدف علم النفس السياسي إلى فَهم العلاقات المترابطة بين الأفراد والمواقف التي تتأثر بالمعتقدات، والدوافع، والإدراك، والاستعراف، ومعالجة المعلومات، واستراتيجيات التعلم، والتنشئة الاجتماعية وتشكيل السلوك. وقد تم تطبيق النظرية النفسية السياسية ومناهجها في العديد من العمليات مثل: الدور القيادي، وتكوين السياسات الداخلية والخارجية، والحركيات الجماعية والصراعات، والسلوك العنصري، وسُبُل ودافع التصويت، بالإضافة إلى دور وسائل الإعلام في التصويت، والنزعة القومية، والتطرف السياسي والسلوك في العنف العرقي الذي يشمل الحروب والإبادة الجماعية. ووفقاَ لهذا يدرس علماء النفس السياسي أسس، وديناميات، ونتاج السلوك السياسي باستخدام التفسيرات المعرفية والاجتماعية.

رمز علم النفس وهو عبارة عن الحرف اليوناني بسي أول حروف كلمة (بسيخولوجيا) اليونانية التي تعني علم النفس

## تاريخه وتأثيراته المبكرة

### فرنسا
نشأ علم النفس السياسي في أوروبا الغربية، حيث ارتبط ارتباطاً وثيقاً بنشأة علوم معرفية وفلسفات جديدة، فضلاً عن الأنماط الاجتماعية والسياسية المتعارف عليها في مختلف البلدان. وبدأ فرع علم النفس السياسي في الظهور رسيماً خلال الحرب الفرنسية البروسية، والثورة الاشتراكية التي اندلعت بقيام كومونة باريس (1871م). وقد استخدم أُدولف باستيان Adolph Bastian، المتخصص في علم الأجناس مصطلح علم النفس السياسي لأول مرة في كتابه رجل في التاريخ (1860م) Man in History. وطبق الفيلسوف هيبوليت تين (1828م - 1893م) إيبوليت تين، مؤسس المدرسة الحرة للعلوم السياسية École libre des sciences politiques نظريات باستيان في كتاب أصول فرنسا المعاصرة.()() (1875م - 1893م) The Origins of Contemporary France، ليقترح آراء حول تأسيس وتطوير الجمهورية الفرنسية الثالثة. وكان إيميل بوتمي (1835م – 1906م) Émile Boutmy رئيس المدرسة الحرة للعلوم السياسية، مستكشف شهير للمفاهيم الاجتماعية، والسياسية، والجغرافية الخاصة بالتفاعل القومي المتبادل. وقد شارك بالعديد من الأعمال في مجال علم النفس السياسي مثل: كتاب الشعب الإنجليزي؛ دراسة لهم حول علم النفس السياسي (1901م)، وكتاب الشعب الأمريكي؛ وعناصر علم النفس السياسي لديهم (1902م). وقد أشار جوستاف لوبون (1841م – 1931م) جوستاف لوبون صاحب نظرية الجماهير إلى أن النشاط الجماهيري هو الذي كبت الإرادة البشرية ولوث الفكر العقلاني، مما تسبب في خروج الدوفع والعواطف الإنسانية عن السيطرة. لمح لوبون في أعماله: علم النفس الاشتراكي (1896م)، وكتاب علم النفس السياسي والدفاع الاجتماعي (1910م)  أن في حالة اضطراب حشد من الناس، يكونوا في هذه الحالة أكثر قابلية للطاعة، وقبول الزعامة، كما أشار أيضاً أن الحل الأمثل لهذه الحالة هي الاحتضان الوطني.

### النمسا
لقد ساهم سيغموند فرويد (1856م – 1939م) سيغموند فرويد كثيراً في منهاج علم النفس السياسي، عن طريق تأثير التحليل النفسي. حيث إنه ربط التحليل النفسي بالسياسة، ويتضح ذلك من خلال نصوصه الطوطم والحرام (1913م) Totem and Taboo و سيكولوجية الجماعة Group Psychology، إلى جانب تحليل الأنا (1921م) The Analysis of the Ego. قام فرويد وبوليت (1967م) William Christian Bullitt  بتطوير أول سيرة نفسية Psychobiography ، وتم ذلك بشرح كيف أثرت خصائص شخصية رئيس الولايات المتحدة وودرو ويلسون وودرو ويلسون في إتخاذ قراراته أثناء الحرب العالمية الأولى. وكان فيلهم رايش فيلهلم رايش، والذي ألهمته الحرب العالمية الثانية، مهتماً بأنواع الشخصية ما إذا كانت تختلف حسب العصر، أو الثقافة، أو الطبقية. ولقد فعَّل رايش أسلوب التأثير ثنائي الاتجاه للجماعة، والمجتمع، والبيئة مع شخصية الإنسان. وقد جمع بين نظريات فرويد وماركس في كتابه علم النفس الجماهيري للفاشية [الإنجليزية] (م1933). كما قام أيضاً بتحرير جريدة لعلم النفس السياسي، والاقتصاد الجنسي (1934م – 1935م)، والتي أصبحت الجريدة الأولى تشتمل على علم النفس السياسي بلغة الغرب الأم.

### ألمانيا
دفعت التغيرات السياسية غير المسبوقة وسيطرة الفاشية على الحكم في ألمانيا أثناء الحرب العالمية الثانية رواد مدرسة فرنكفورت إلى البحث في النزعة التسلطية. ومن هنا بدأ الفيلسوف هربرت ماركوزه (1898م – 1979م) هربرت ماركوزه يكشف النقاب عن القضايا المتعلقة بالحرية والسلطة. وقد اقترح هربرت في كتابه العقل والثورة: هيغل ونشأة النظرية الإجتماعية (1941م) Reason and Revolution: Hegel and the Rise of Social Theory أن الجماعات تقوم بتسوية الحقوق الفردية. وفي هذا الإطار تدارس تيودور أدورنو (1903م – 1969م) تيودور أدورنو'أيضاً الشخصيات ذات النزعة السلطوية والمعادين للسامية. ومن هنا أشار في كتابه الشخصية السلطوية (1950م) The Authoritarian PersonalityThe Authoritarian Personality]] إلى محاولات تحديد نوع الشخصية التي لها قابلية لاتباع الفاشية والدعاية المعادية للديمقراطية. وقد دفعت أيضاً الحركات النازية خلال الحرب العالمية الثانية علماء النفس للجدل أمثال العالِم

### الولايات المتحدة
ويأتي عبر المحيط الأطلسي العالم هارولد لاسويل (1902م – 1978م) هارولد لاسويل، الذي يعتبر أول عالم أمريكي متخصص في علم النفس السياسي، والذي تأثرت أبحاثه كثيراً بالعالَم الإجتماعي الساحر للحرب العالمية الأولى. حيث اشتمل كتابه تقنيات الدعاية خلال الحرب العالمية (1927م) Propaganda Technique in the World War على فكرة تطبيق النظريات النفسية من أجل تعزيز تقنية الدعاية. بعد ذلك انتقل لاسويل إلى أوروبا بفترة وجيزة، حيث درس هناك وربط بين نظريات الشخصية لكل من فرويد، وألفرد أدلر (1870م – 1937م) ألفرد أدلر بالسياسة، ثم نشر كتابه الثاني الأمراض النفسية والسياسة (1930م) Psychopathology and Politics. ومن أعظم نظريات
لاسويل هي النظريات التي تمزج بين دوافع النشاط السياسي والعلاقة بين الدعاية والشخصية.

## الشخصية والسياسة
ترتكز دراسة شخصية الإنسان من خلال علم النفس السياسي على تأثير الشخصية القيادية في اتخاذ القرارات، وأثر شخصية الجماعة على حدود الزعامة. ومن ثم َّ فطرق علم النفس السياسي المستخدمة لدراسة مفاتيح الشخصية تتشمل على نظرية علم النفس التحليلي، ونظرية السمات والدوافع.

### الأسلوب القائم على التحليل النفسي
أضاف سيغموند فرويد (1856م – 1939م مؤسس مدرسة التحليل النفسي) الكثير إلى دراسة الشخصية في علم النفس السياسي، وذلك من خلال نظرياته حول الدوافع اللاشعورية على السلوك. وقد اقترح فرويد أن سلوك القائد ومهارته في اتخاذ القرارت يتحددان عامةً من خلال تفاعل أنظمة شخصيته الثلاث الهُوَ و الأنا و الأنا العليا، إلى جانب تحكمه على مبدأ اللذة، ومبدأ الحقيقة. ويتم استخدام أسلوب التحليل النفسي تحليل نفسي على نحو متسع في السيَر النفسية للقادة السياسيين. وتقوم السيَر النفسية Psychobiography في استخلاص استدلالات عبر النمو الشخصي، والاجتماعي، والسياسي بدايةً من طفولة الشخص، وذلك حتى يتم إدراك أنماط السلوك التي يمكن أدائها وبالتالي توقع دوافع واستراتيجيات اتخاذ القرارات.

### الأسلوب القائم على السمات
تُعرف السمات بأنها خصائص الشخصية التي تظهر بشكل مستقر على مر الزمن، وفي مختلف المواقف، والتي تهئ الاستعدادات للوعي والاستجابة بطرق معينة. وترجع دراسة السمات إلى العالِم جوردون ألبورت (1897م - 1967م) جوردون ألبورت، فقد قسم ألبورت السمات إلى ثلاث مستوايات رئيسة وهم: سمات جوهرية أو رئيسية، وسمات مركزية، وسمات ثانوية وهذا بالإضافة إلى السمات المشتركة. وتشير تلك الأنواع المختلفة من السمات إلى أن البشر لديهم سمات بدرجات متفاوتة. وعلاوةً على ذلك وما يجب أن يعيه أي مجتمع هو أن هناك فرق بين سمات الفرد والسمات المشتركة. أضاف بعد ذلك هانز آيزنك (1916م - 1997م) هانز آيزنك ثلاث سمات أخرى مهمة، ولكن في الوقت الراهن يُعَد نموذج العوامل الخمسة الكبري للشخصية للفريق (1992م) المُكون من للعالِمين النفسيين بول كوستا (1942م) Paul T. Costa Jr و روبرت مِكرِي (1949م) Robert R. McCrae هو الأكثر شهرة وتداول. وتشتمل تلك الأبعاد الخمسة للشخصية على العُصابية، والانبساطية, والانسجام، والانفتاح، والوعي. ولقد استنتجت نظريات علم النفس السياسي أن طريقة، وكفاءة القيادة أو الزعامة تتأثر باتحاد تلك السمات السابق ذكرها في شخصٍ ما. فعلى سبيل المثال إن الأشخاص ذوي الانبساطية المرتفعة أظهروا مهارة عالية في القيادة. ويُعتبر MBTI مؤشر مايرز بريغز للنوع مؤشر مايرز بريغز للنوع هو المقياس التقديري للشخصية الأكثر استخداماً في دراسة الشخصية السياسية والسيرة المهنية.

### الأسلوب القائم على الدوافع
ينظر علم النفس السياسي إلى الدافع على أنه سلوك مُوجه من قِبَل هدفٍ ما، وهو نابعٌ من الاحتياج إلى ثلاثة أمور النفوذ، والإنتماء الحميم، والإنجاز. ومن قام بتجميع تلك الإحتياجات أو الأهداف هو العالِم ديفيد وينتر (1996م) David G. Winter من ضمن عشرين هدفاً للإنسان، والذي قام باقتراحهم العالِم هنري موراي (1938م) Henry Murray. ومن هنا نقول أن الاحتياج إلى النفوذ يؤثر في الأسلوب الذي يتبعة القائد أو الزعيم. كما أشار وينتر و ستيورت إلى أن القادة الذين لديهم نسبة كبيرة من دافع النفوذ ونسبة منخفضة من دافع الإنتماء الحميم هم من يمثلون أفضل الرؤساء.
لأن القادة ذوو دافع الإنتماء يهتمون بتعاون الجهود المشتركة بعيداً عن المخاطر، وأخيراً أظهر دافع الإنجاز عدم توافقه مع النجاح السياسي، وبخاصة في حال ارتفاع نسبته عن دافع النفوذ (وينتر، 2002م).
فالدوافع داخل القائد أو من يحكمون لابد لها أن تكون ملائمة لتحقيق النجاح المرجو.

## أُطُر تقييم الشخصية

### الشخصية التسلطية
الشخصية التسلطية أو السلطوية هي نظرية متلازمة الٍاستبداد والتي طَورها الباحثونتيودور أدورنو ، و إلْسَا فرانكل برانزويك [الإنجليزية]، ودانيال لِيفِنسون، ونيفيت سانفورد سنة (1950م)، بجامعة كاليفورنيا. وقد قامت اللجنة الأمريكية اليهودية بدعم البحث والنشر لهذه النظرية لأنها تدور حول الأفكار التي تطورت بسبب أحداث الحرب العالمية. ويفسر أدورنو (1950م) نموذج الشخصية التسلطية من وجهة نظر التحليل النفسي، مقترحاً سبب ظهورها قد يرجع إلى أسلوب التربية القائم على السيطرة (السلطوي)و التقاليد.
ويوضح أدورنو أن الأشخاص ذو الشخصية التسلطية أظهروا ضعف شديد في نمو القدرة على التحكم في الدوافع الجنسية والعدوانية عند الأنا (منطقة الوعي)، مماأدى إلى خوف الشحض من تلك الدوافع، وبالتالي تطوير آليات دفاع لتجنب مواجهتهم. ويصف العلماء الأشخاص أصحاب هذا النوع من الشخصية بالتأرجح ما بين الإعتماد على السلطة ثم التحول سريعاً للاستياء منها. ومما جاء في نص النظرية أن تلك المتلازمة اشتملت على تسع خصائص وهم كالتالي: 
التقاليدية(التمسك بالتقاليد)، والخضوع السلطوي، والعدائية السلطوية، وعجز تأمل الذات،

## علم النفس السياسي على مستوى الجماعة
إن دراسة سلوك الجماعة هي المفتاح لفَهم بنية، وعامل الاستقرار والشهرة، وقدرةالحزب السياسي في اتخاذ القرارات الصائبة. ومما لا شك فيه أن سلوك الفرد يذوب داخل محيط الجماعة، وهذا يفسر مدى صعوبة تحديد السلوك الجماعي بالنظر فقط إلى الأفراد الذين يشكلون تلك الجماعة.إن هيئة الجماعة وتوازنها يستندان لعدة متغيرات: منها حجم، وبنية، وغرض الجماعة، وفوق ذلك تطور الجماعة ومدى تأثيرها على جماعة أخرى.

### حجم الجماعة
إن حجم الجماعة له عواقب مختلفة. فالمجموعة صغيرة الحجم يكون أفرادها أكثر التزاماً (باترسون، وشيفير 1997م)، وبالتالي تقل نسبة فشلها (ويدْماير، وبرولي، وكارون 1990م). 
أما المجموعة كبيرة الحجم فقد أظهرت مستوى عالٍ في الفُرقَة (أُوديل، 1968م)، وعدم الاتزام (أُولسون [الإنجليزية]، وكاديل، 1994م). ومن هنا وجد علماء النفس ان الأداء الجماعي يتقلص كلما زاد عدد الأفراد في المجموعة، وأرجعوا ذلك بسب فقر التعاون، وانتشار الانتهازية. لذا فحجم الحزب السياسي أو حجم الشعب ككل له عواقب يمكن أن تؤثر في القدرة على التعاون المشترك ومن ثَمَّ التقدم.

### بنية الجماعة
تتغير بنية الجماعة باختلاف وتنوع أفرادها، وهذا يؤثر إلى حد كبير في كفاءتها. حيث ثُبِت أن اختلاف الأفراد داخل الجماعة الواحدة أدى إلى قلة التواصل فيما بينهم، وكثرة الخلافات (مَزنفسكي، 1994م). وذلك يؤثر في الأحزاب السياسية القائمة داخل دول مستعمَرة أو متعددة الأعراق. كما أن اختلاف الأفراد (في الجنس والعرق والشخصية) له عواقبه على وضع الجماعة من حيث توزيع السلطة، وتخصيص المهام، وحصرها، مما يسبب النزاعات. ويقبع حل هذه المشكلة في حفظ التماسك والترابط بين أفراد الجماعة. ومن العوامل المؤثرة في تماسك الجماعة: مقدار الوقت الذي يقضيه أطراف الجماعة معاً، ومقدار انسجامهم فيما بينهم، وقدر المنَح التي تعرضها الجماعة، إضافةً لذلك هي كمية المخاطر التي تقع على الجماعة من الخارج، وأخيراً هو مستوى الحماسة والبشاشة المنبعثة من القادة. ويجب أخذ كل تلك العوامل في الاعتبار عند الشروع في تكوين أية جماعة سياسية لتتميز بالكفاءة. وعلى سبيل المثال، فكفاءة اتخاذ الرئيس للقرارات تتأثر بنظام وتدرج المسئولية للفريق الاستشاري، ومدى التزام كل فرد بالدور المخول له.

### وظيفة الجماعة
إن إدراك الغرض من إنشاء الجماعة له تأثيره على الشعبية السياسية، فالجماعة إما أن تُنشأ لغرض وظيفي، أو تُنشأ فقط لمجرد انجذاب أفراد الجماعة لبعضهم البعض (ماكي، وجوثالس، 1987م). وفي أغلب الأحيان ينضم الناس إلى الجماعات من أجل تحقيق متطلباتهم للبقاء واحتياحاتهم الشخصية، وحاجاتهم للمعلومات أوللتفاعل الاجتماعي. فالحزب السياسي الذي يوفر الاستقرار، والمعلومات الدقيقة، ويوزع سلطات على أفراده، ويشبع إحساس للإنتماء، هو ذاك الحزب الذي يحوذ على أكبر قدر من الشعبية. إن نظرية شاتز(William Schutz)التي يطلق عليها نظرية الجهات الأساسية للعلاقات الشخصية [الإنجليزية] والمعروفة بفيرو FIRO، تشير إلى أن الجماعة تسعى لتلبية حاجاتها من سيطرة، وصداقات حميمة، وإنتماء. كما تتكون الجماعات أيضأ بسبب الانجذاب الطبيعي بين البشر. وأوضح نيوكم Theodore Newcomb
سنة (1960م) أن البشر ينجذبون للمتقاربين معهم في الآتي: المنزلة الاجتماعية الاقتصادية، والمعتقادات، و
طريقة التعامل، والمظهر الخارجي. ونستخلص مما سبق أن التماثل في بعض النواحي مرتبط بمدى انجذاب شخص للانضمام في مجموعة عن أخرى.

### تطور الجماعة
يمر تطور الجماعة عبر عدة مراحل وهي: الإنشاء، ثم العصف (الخلاف)، ثم المعيارية، ثم الإنجاز، وأخيراً الانفضاض (تاكمان، 1965م). وإن انتباه الجماعة لهذه المراحل له أهميته في وعي أفرادها بأنهم ضمن عملية لها مراحل معينة مثل مرحلة العصف وهي جزء من تطور الجماعة، فلا يصيبهم تثبيط، ولاينتابهم خوف من عدم الاستقرار. وادراك تطور الجماعة يسمح لنماذج أخرى للتطور أن تُستغل من أجل تفعيل مراحل أخرى مختلفة. وتختلف تأثيرات المؤثرات الخارجية على الجماعة تبعاً للمرحلة التي تمر بها الجماعة. وتتأثر المجموعة بمدى انفتاحها التي يجب أن تكون عليه، وفقاً للمرحلة التي تمر بها، ولقوتها. والتماسك هو أحد الجوانب الرئيسة لنجاح أي ة مجموعة (وود، 1994م).

## معرض صور لعلماء النفس السابق ذكرهم

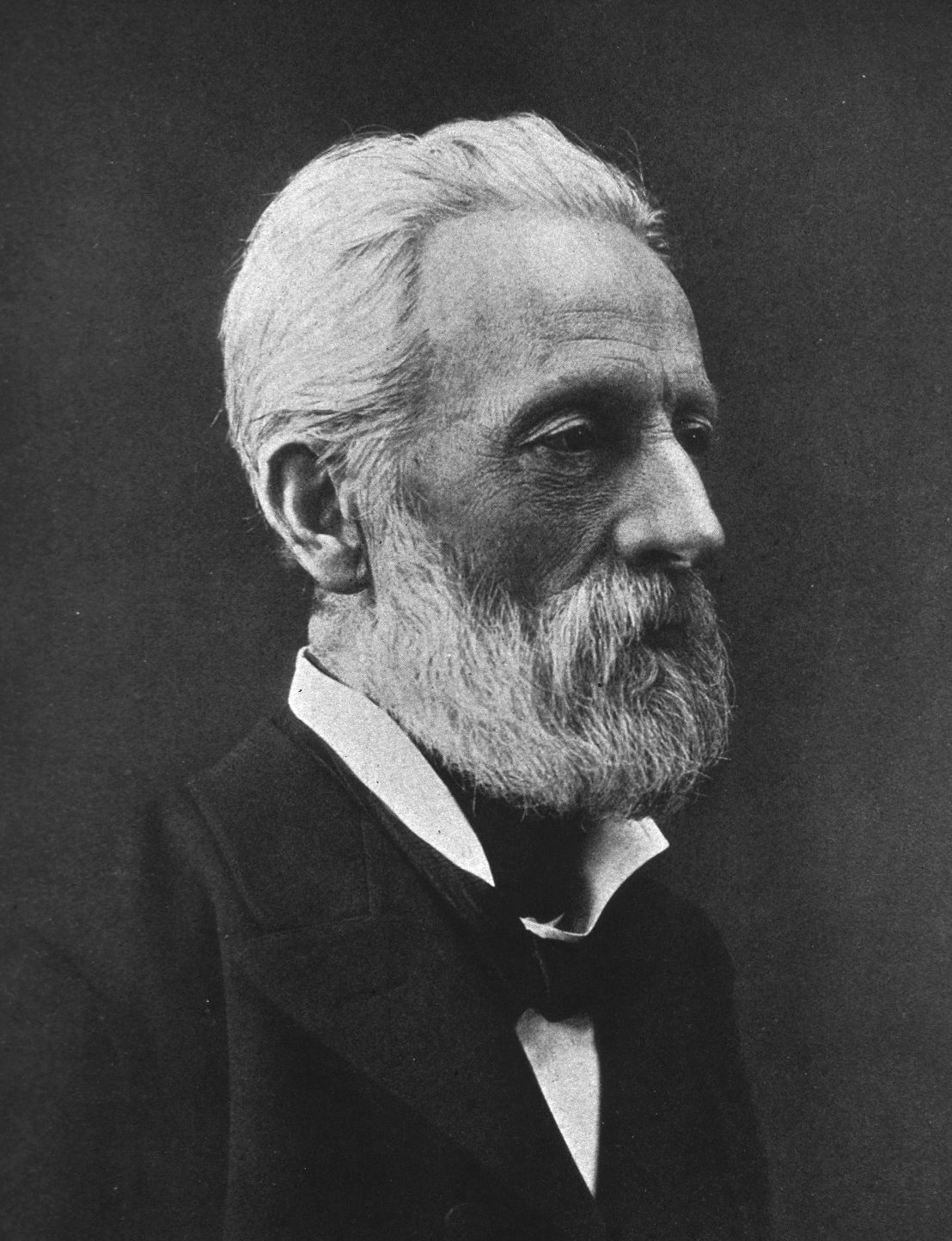
أُدولف باستيان
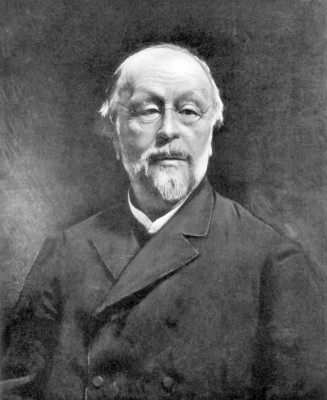
هيبوليت تين
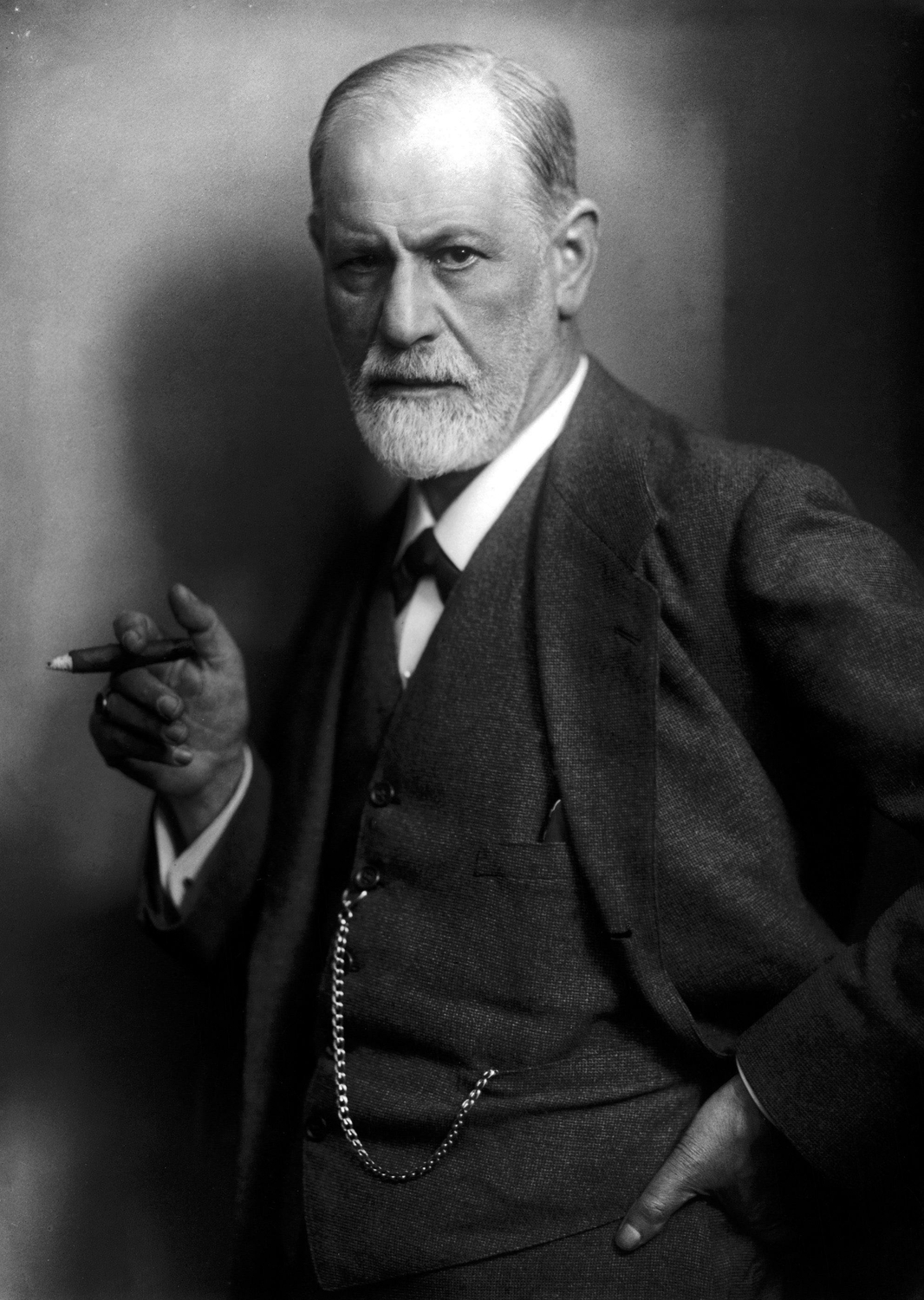
سيغموند فرويد
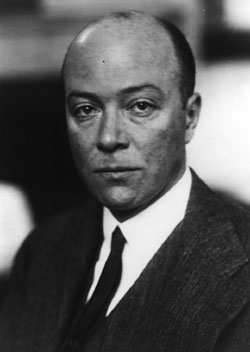
ويليام بوليت
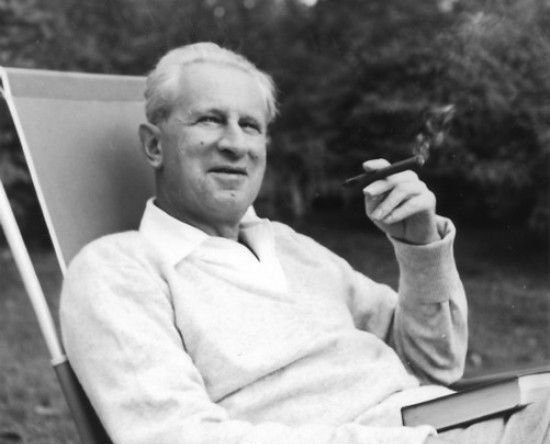
هربرت ماركوزه
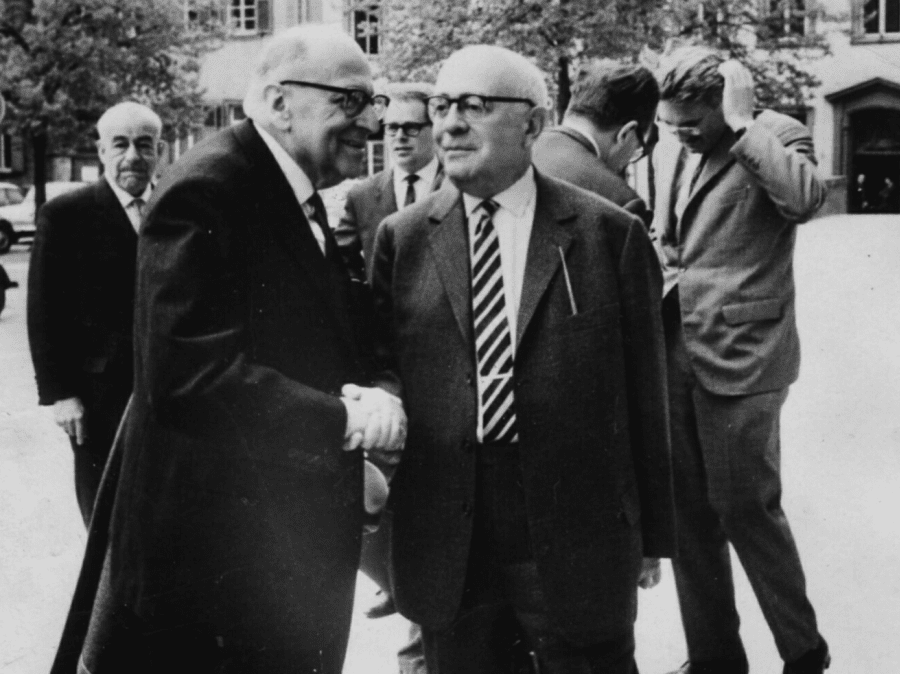
تيودور أدورنو
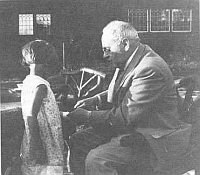
ألفرد أدلر
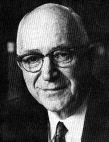
جوردون ألبورت
هانز آيزنك
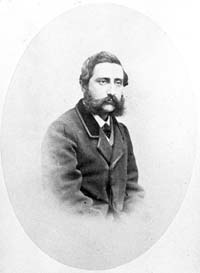
إيميل بوتمي
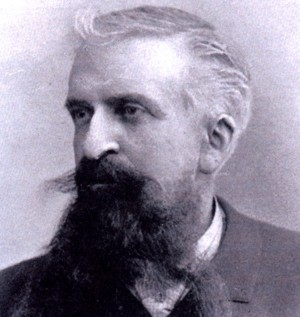
جوستاف لوبون

## وصلات خارجية
- * كتاب علم النفس السياسي للدكتور محمد المهدي PDF
- علم النفس السياسي والوجه الآخر لتوظيف العلم PDF
- التنشئة السياسيةPDF
- العلوم السياسيةPDF